# Selim Ahmed
Selim Ahmed (più noto come Dahoum, piccolo scuro; 1897 – 1916) è stato un ragazzo siriano, che fu assistente di T. E. Lawrence quando questi conduceva degli scavi archeologici a Carchemish prima dello scoppio della prima guerra mondiale. Ritenuto da molti il partner di una relazione omosessuale con Lawrence, Dahoum morì giovanissimo. È forse rivolta a lui l'allusiva dedica dei Sette pilastri della saggezza.

## Biografia
Incontrò Lawrence mentre questi conduceva degli scavi archeologici vicino Carchemish, dove Ahmed era stato ingaggiato come acquaiolo. Lawrence prese Dahoum come suo assistente, inviandolo a compiere ricerche a Deve Huyuk, un villaggio fra Carchemish e Aleppo, dove era stata scoperta una necropoli antica. Ahmed imparò l'inglese e la matematica da Lawrence, e in cambio gli insegnò l'arabo. Nel giugno del 1914, Lawrence lasciò a Dahoum la custodia del sito di Carchemish per tornare in Inghilterra dove partecipare ai preparativi della guerra. Quando tornò in Siria, nel 1918, scoprì che Dahoum era morto di febbre tifoide nel 1916.

## Relazione con T.E. Lawrence

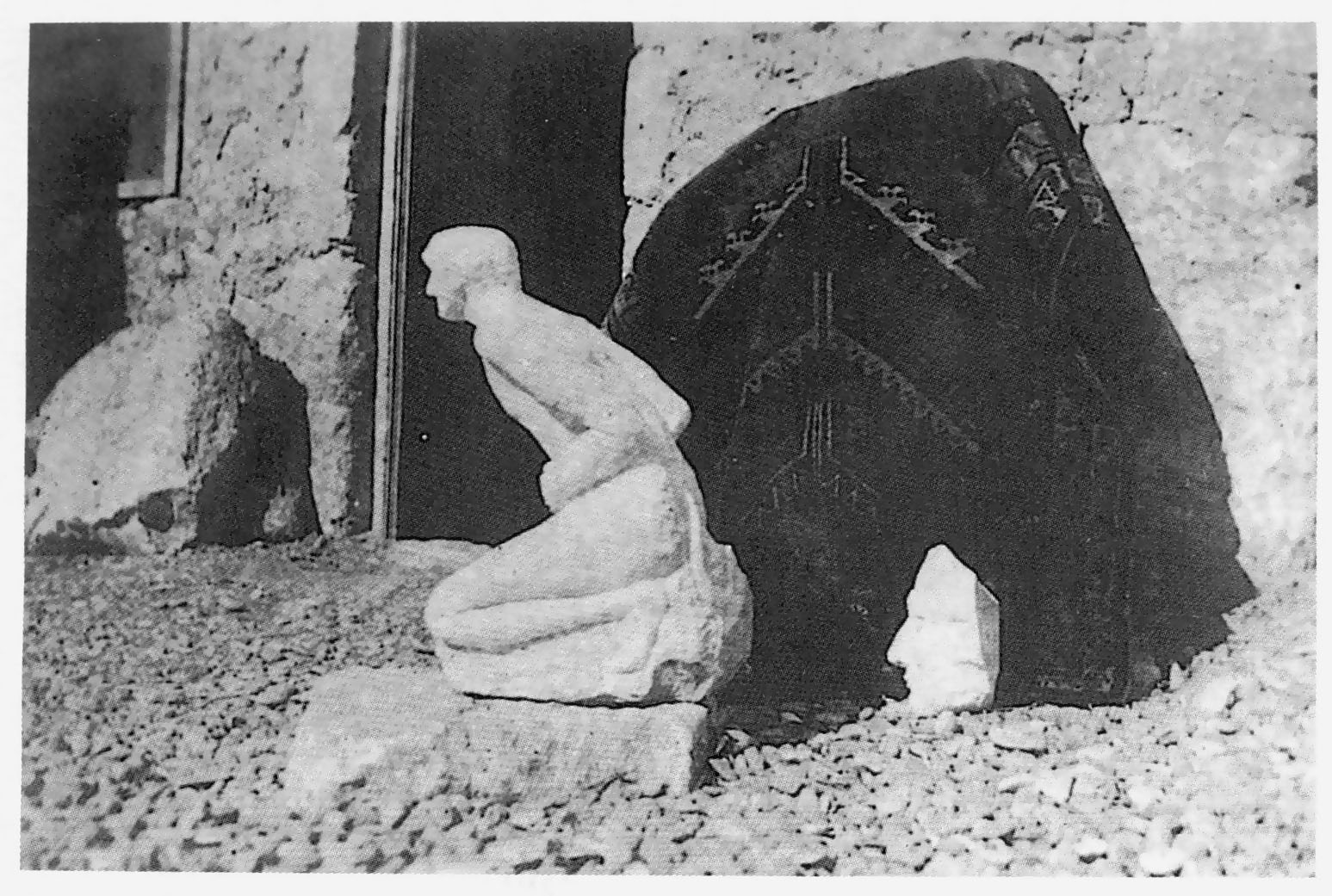
Foto di Hubert Young del 1913 della statua nuda di Dahoum fatta da T.E. Lawrence a Carchemish.

Ci furono diffuse accuse e dicerie scandalose sull'esistenza di un rapporto inappropriato tra T. E. Lawrenc e Selim Ahmed nella sua casa di Carchemish, dove si disse che Ahmed era andato ad abitare e dove Lawrence aveva eretto una statua nuda di Dahoum. Come T. E. Lawrence spiegò a Will Lawrence, in una lettera del 21 ottobre 1913: "ho convinto il giovane, nella sua permanenza di una settimana qui, a trascorrere il suo tempo libero scolpendo doccioni per l'ornamento della casa. Egli riuscì a realizzare una testa di donna in pietra calcarea. Ha realizzato un demone accovacciato nello stile di Notre-Dame, e abbiamo inserito queste opere nelle pareti e nel tetto, e la casa è divenuta degna di nota nel nord della Siria. Le popolazioni locali vengono in gran numero ad ammirarla". Come si vede da una fotografia di Young, la scultura di Lawrence non è un demone accovacciato ma un ragazzo nudo; questo fatto, secondo il biografo di Lawrence Jeremy Wilson, fu la causa che fece affermare a Leonard Woolley che "Lawrence si fermò nella casa anche dopo che lo scavo era terminato e aveva preso Dahoum a vivere con lui convincendolo a posare come modello per una figura accovacciata di omosessuale che aveva scolpito nel calcare tenero locale e poi inserita sul bordo del tetto della casa; la statua abbastanza brutta di suo, ma l'aver ritratto una figura nuda era la prova del loro rapporto contro natura. Lo scandalo su Lawrence venne ampiamente diffuso e fermamente creduto".

## Dedica deI sette pilastri della saggezza
Lawrence dedicò I sette pilastri della saggezza a "S.A.":
La morte pareva la mia serva durante
Il cammino, fino a quando non fummo vicini
E ti avvistammo mentre aspettavi:
Nel momento in cui sorridesti e in dolente
Invidia mi superò
E ti fece a pezzi:
Entro il suo silenzio

Amore, in modo sfiancante palpeggiai il tuo corpo,
Nostro magro salario
Nostro per un istante
Prima che la soffice mano della terra esplorasse le tue forme
E i ciechi
Vermi s’ingrassassero con
Tua sostanza

Gli uomini mi pregarono di dare inizio alla nostra opera,
Una casa inviolata,
Memoria di te
Ma affinché fosse adeguato lo atterrai,
Incompleto: e adesso
Quei piccoli esseri strisciano fuori per farsi
Dei tuguri
All’ombra guasta
Del tuo dono.»
(T. E. Lawrence)
L'identificazione di "S.A." non è chiara; si è variamente sostenuto che queste iniziali identificassero un uomo, una donna, una nazione, o una combinazione di queste cose. Lawrence sostenne che "S.A." era un personaggio composito. A una domanda specifica che gli venne fatta, rispose che SA era Selim Ahmed.